# Файанс
Файанс (фр. Fayence) — коммуна на юго-востоке Франции в регионе Прованс — Альпы — Лазурный берег, департамент Вар, округ Драгиньян, кантон Рокбрюн-сюр-Аржан.
Площадь коммуны — 27,68 км², население — 4790 человек (2006) с выраженной тенденцией к росту: 5460 человек (2012), плотность населения — 197,0 чел/км².

## Население
Население коммуны в 2011 году составляло — 5285 человек, а в 2012 году — 5460 человек.
| 1962 | 1968 | 1975 | 1982 | 1990 | 1999 | 2006 | 2007 | 2011 | 2012 |
| ---- | ---- | ---- | ---- | ---- | ---- | ---- | ---- | ---- | ---- |
| 1435 | 1768 | 2146 | 2652 | 3502 | 4253 | 4790 | 4867 | 5285 | 5460 |

Динамика населения:

## Экономика
В 2010 году из 3065 человек трудоспособного возраста (от 15 до 64 лет) 2246 были экономически активными, 819 — неактивными (показатель активности 73,3 %, в 1999 году — 63,7 %). Из 2246 активных трудоспособных жителей работали 1947 человек (1068 мужчин и 879 женщин), 299 числились безработными (141 мужчина и 158 женщин). Среди 819 трудоспособных неактивных граждан 220 были учениками либо студентами, 314 — пенсионерами, а ещё 285 — были неактивны в силу других причин.
На протяжении 2010 года в коммуне числилось 2358 облагаемых налогом домохозяйств, в которых проживало 5395,5 человек. При этом медиана доходов составила 19 тысяч 099 евро на одного налогоплательщика.